# Melanie Hahnemann

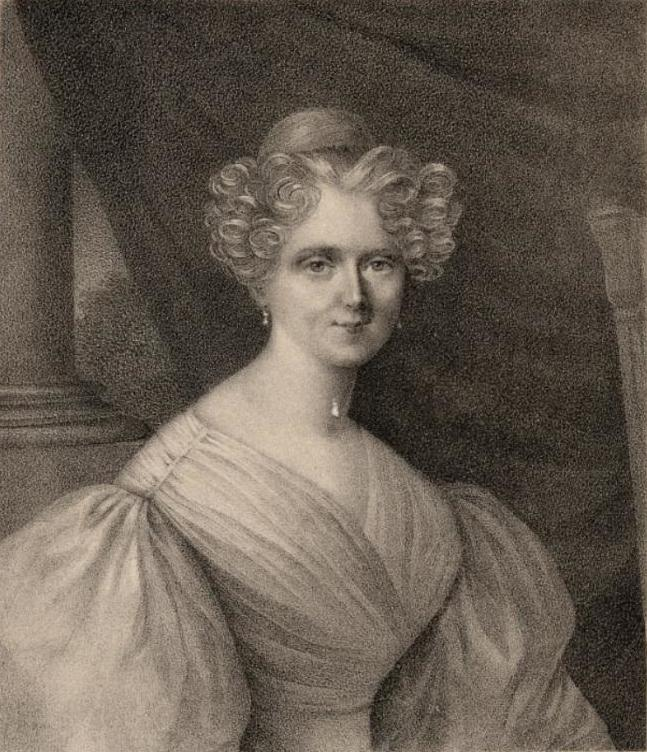
Mélanie Hahnemann

Marie Melanie d'Hervilly Gohier Hahnemann (2 februari 1800 – mei 1878), was een Franse homeopaat, getrouwd met Samuel Hahnemann, grondlegger van de homeopathie. Ze was de eerste vrouwelijke homeopathische arts.
Tijdens de cholera epidemie in Parijs in 1832 raakte ze geïnteresseerd in homeopathie. In 1834 bezocht ze Samuel Hahnemann met wie ze een jaar later trouwde en verhuisde naar Parijs. Daar openden ze samen een kliniek, waar zij zijn student, assistent en al snel onafhankelijke collega was.
Ze werkte onder leiding van onder meer haar man en schoonzoon Karl von Bönninghausen, zoon van Clemens Maria Franciscus von Bönninghausen. Een licentie voor het uitoefenen van homeopathie werd haar, tot een paar jaar voor haar dood, geweigerd.